# Gran Lògia de Catalunya
La Gran Lògia de Catalunya, per a la consecució de les seves finalitats, s'organitza com a territori simbòlic sobirà perquè el seu àmbit territorial és Catalunya. Agrupa totes les Lògies i Triangles que, sota la seva jurisdicció, treballen maçònicament a Catalunya.
La Gran Lògia de Catalunya és una institució filosòfica, filantròpica, laica, progressista i iniciàtica, que treballa per la societat de la que forma part, que lluita i s'esforça per millorar-la, per fer-la més igualitària, i on els seus membres es reconeixen com a germans i on troben l'escalf, la comprensió i la solidaritat, vinguin d'on vinguin, parlin l'idioma que parlin, sigui quin sigui el color de la seva pell, les seves creences religioses, les seves idees polítiques o la seva extracció social. Per això els seus membres treballen a adquirir saviesa, per a construir, des de la individualitat del tot, un món en harmonia, amb justícia, progrés, llibertat, igualtat i fraternitat.

## Història
La Gran Lògia de Catalunya va néixer el 1933, el 9 de setembre per ser més concrets, i l'acta de constitució amb la signatura dels impulsors està segrestada a Salamanca, a l'Arxiu General de la Guerra Civil. Va néixer amb un esperit federal i en un primer moment va federar-se a la Gran Lògia d'Espanya. El president de l'Assemblea fou Rafael Vidiella i Franch. Un cop represa la democràcia, la fórmula federal s'ha desestimat i la Gran Lògia de Catalunya camina sola, ja que l'evolució del pensament maçònic no identifica les lògies amb els estats, sinó que identifica les lògies amb la personalitat d'un territori. No es tracta d'adquirir una visió nacionalista, sinó d'adequar les realitats dels territoris a les lògies.